# Ралица Петрова
Ралица Петрова е българска кинорежисьорка.

## Биография
Родена е на 23 януари 1976 г. в България. Завършва визуално изкуство в Университета по изкуствата в Лондон. След това специализира филмова режисура във Великобритания. Живее и работи между София, Париж, и Лондон.
Филмите ѝ са представяни с голям успех на фестивалите в Кан, Берлин, Карлови Вари, Сан Себастиан и други. Носителка е на наградата Prix UIP за най-добър европейски късометражен филм на Берлинале за филма „Гнилата ябълка“. Има номинация за Европейските филмови награди EFA в категория късометражен филм.
През 2013 година филмовият проект на Ралица Петрова „Безбог“ е избран за участие в програмите Creative England’s Elevator Programme 2013, Le Groupe Ouest 2013 и TorinoFilmLab’s FrameWork 2013. На фестивала в Сараево 2015 „Безбог“ получава наградата „Restart“ за проект в развитие.

## Филмография
- „Гнилата ябълка“ – късометражен (2005 г.)
- „By the Grace of God“ (2009 г.)
- „Безбог“ (2016 г.)
- „Чичо Коледа“ (2021) - Мария